# Oeneis tundraica
Oeneis tundraica är en fjärilsart som beskrevs av Rudolf Rangnow 1935. Oeneis tundraica ingår i släktet Oeneis och familjen praktfjärilar. Inga underarter finns listade i Catalogue of Life.